# Паверик, Роберт
Роберт Па́верик (нидерл. Robertus Paverick; 19 ноября 1912, Боргерхаут — 25 мая 1994, Бельгия) — бельгийский футболист, играл на позиции защитника. Участник чемпионата мира 1938 года.

## Биография

### Клубная карьера
В течение 18 сезонов Паверик играл за «Антверпен». В составе этого клуба выиграл 2 чемпионских титула в 1931 и 1944 годах, а также три раза в 1932, 1933 и 1946 годах становился серебряным призёром чемпионата Бельгии. В 1948 году перешёл в «Беерсхот», за который играл один сезон. Завершил карьеру в 1949 году.

### Карьера в сборной
Дебютировал за сборную Бельгии 31 марта 1935 года в товарищеском матче со сборной Нидерландов — Бельгия проиграла матч 2:4.
В составе сборной Бельгии принимал участие на чемпионате мира 1938 года, где сыграл в единственном матче со сборной Франции — Бельгия проиграла 1:3 и выбыла из турнира. Всего за сборную Бельгии сыграл 41 матч.

### Смерть
Скончался 25 мая 1994 года в возрасте 81 года.

## Достижения
«Антверпен»
- Чемпионат Бельгии (2): 1930/31, 1943/44